# Деши, Натали
Натали́ Деши́ (фр. Nathalie Dechy; родилась 21 февраля 1979 года в Лез-Абиме, Гваделупа, Франция) — французская теннисистка; победительница двух турниров Большого шлема в парном разряде (US Open-2006, -2007); победительница одного турнира Большого шлема в миксте (Roland Garros-2007); полуфиналистка одного турнира Большого шлема в одиночном разряде (Australian Open-2005); победительница восьми турнира WTA (один — в одиночном разряде); победительница Кубка Федерации (2003) в составе национальной команды Франции; бывшая восьмая ракетка мира в парном разряде; финалистка одного юниорского турнира Большого шлема в одиночном разряде (Australian Open-1996); полуфиналистка двух юниорских турниров Большого шлема в одиночном разряде (Уимблдон-1996, Roland Garros-1997).

## Общая информация
Натали — одна из трёх детей франко-канадки Франсуазы Деши (учитель физкультуры) и француза Мишеля Деши (учитель математики). Её старшего брата зовут Николя, а младшую сестру — Изабель. Вся семья играет в теннис: отец семейства в какой-то момент пробовал работать теннисным тренером.
24 сентября 2005 года Натали Деши вышла замуж за Антуана Метра-Девальо. 25 января 2010 года у пары родился первенец — сын Лукас.
Натали в теннисе с 6 лет. На корте она предпочитает действовать у задней линии. Любимое покрытие — хард, лучший элемент игры — удар над головой.

## Спортивная карьера

### Личные турниры
Первые годы
Деши уже с юниорских лет считалась одной из надежд национального тенниса: в 1996—1997 годах она трижды доходила до решающих стадий турниров Большого шлема в этой возрастной категории, одинаково успешно играя и на родном французском грунте и на австралийском харде и на британской траве. Лучшим её турниром в этот период становится Australian Open 1996 года. где она переиграла в четвертьфинале соотечественницу Амели Моресмо, но уступила в титульном матче польке Магдалене Гжибовской.
Первые опыты игр Натали в профессиональном туре начинаются в 1994 году: уже на своём первом турнире она доходит до финала, а к четвёртому зарабатывает право занять место в одиночном рейтинге. Через год набирает достаточную стабильность результатов, чтобы подняться в число трёхсот сильнейших теннисисток мира; на Roland Garros национальная Федерация, удовлетворённая её прогрессом, предоставляет ей право сыграть в основной сетке как одиночного турнира, так и парного турниров (и там и там всё ограничилось одним матчем, но в паре Натали и Амели Моресмо смогли выиграть сет у пятой пары того турнира — американок Патти Фендик и Мэри-Джо Фернандес).
Успехи 1995 года позволили на следующий год сделать качественный рывок в результатах и пробиться в первую сотню рейтинга: с первых же турниров француженка обозначила планы на качественно иные результаты: на Australian Open она остановилась в шаге от основы, а уже на следующем турнире — зальном соревновании в Париже — с запасом отыгралась за ту неудачу, выйдя из квалификации в четвертьфинал основы, попутно переиграв Лори Макнил и Натали Тозью и уступив лишь первой ракетке турнира Иве Майоли. эти успехи позволили француженке подняться в начало второй сотни рейтинга, но продолжить подобные результаты не удалось — решение сыграть серию турниров WTA в весенний период дало дополнительный опыт игры против сильных соперниц, но почти не принесло очков. В конце мая Натали одержала свою первую победу в основной сетке турнира Большого шлема, переиграв на родных парижских кортах Жанетту Гусарову. До конца года Деши, за счёт локальных успехов, входит и закрепляется в первой сотне рейтинга. В конце сезона добыт ещё один четвертьфинал турнира WTA — в индонезийской Сурабае на её пути встала японка Нана Мияги.
В 1997 году удаётся удержать позиции в одиночном рейтинге, а в паре Деши дважды была близка к финалам турниров WTA: в Страсбурге её и Леа Гирарди остановили в полуфинале Ай Сугияма и Елена Лиховцева, а в Сурабае на этой же стадии Натали и Сару Питковски переиграли Керри-Энн Гюс и Рика Хираки. Через год Деши удаётся совершить следующий качественный рывок в одиночных результатах: на Roland Garros она впервые пробивается в третий круг турнира Большого шлема, а три месяца спустя — на US Open — впервые сыграть в четвёртом круге подобных соревнований. В конце года француженка смогла блеснуть и на менее сильных турнирах: сначала дойдя до полуфинала соревнования WTA в Квебек-сити, а затем выиграв 50-тысячник в Сержи-Понтуаз. Вся эта серия успехов позволила Натали завершить год в Top50.
1999—2009
В 1999 году француженка ещё добавила в стабильности — она с первых турниров стала обыгрывать соседей по одиночному рейтингу и постепенно поднялась в Top30, сумев уже на домашнем турнире Большого шлема стать сеяной. Через год — во время зимней зальной серии — Натали впервые добралась до финала турниров WTA: уступив в финале одиночного турнира в Оклахоме Монике Селеш; позже Деши ещё несколько раз отметится на этой стадии, но свой единственный титул завоюет лишь в январе 2003 года — в Голд-Косте.
В 2000 году же постепенно приходят первые крупные победы на парных турнирах Большого шлема: на Roland Garros, вместе с Амели Кошетье, добыт четвертьфинал (попутно обыграна 11-я сеяная пара Манон Боллеграф / Николь Арендт). Этот результат был вскоре повторён на Уимблдоне, что в итоге позволило Натали впервые завершить год в числе ста сильнейших парных теннисисток мира. Через год Деши впервые отметилась в финале парных соревнований WTA — вместе с Мейлен Ту француженка уступила титульный матч в Братиславе. В дальнейшем пара ещё трижды сыграет в финалах турниров WTA, выиграв лишь один титул — на зальном турнире в Париже в феврале 2002 года.
В одиночном разряде Натали смогла закрепиться в первой полусотне и почти до конца карьеры сохраняла эти позиции. Серия локальных всплесков результатов на крупных турнирах (включившая единственный в карьере полуфинал турнира Большого шлема — на Australian Open-2005) позволила Деши взобраться на лучшую в своей карьере позицию в рейтинге, став 11-й ракеткой мира.
В парном разряде француженка постепенно также всё чаще обращает на себя внимание, однако до поры всё ограничивается единичными победами в конкретных матчах, либо титулами на второстепенных соревнованиях. Заметные успехи приходятся на 2006-07 годы: в союзе сначала с Верой Звонарёвой, а затем с Динарой Сафиной она два года подряд не знает себе равных на US Open. В миксте в эти же сроки проявляет свою высокую конкурентоспособность альянс с Энди Рамом: пара многократно доходит до решающих стадий турниров Большого шлема, в том числе дважды борясь в титульном матче и завоевав один победный кубок.
В 2009 году постепенно просели одиночные результаты и ко второй половине сезона Деши имела реальные шансы покинуть первую сотню рейтинга. Оценив своё желание ездить по мелким турнирам и вновь выбираться в первую полусотню, Натали предпочла завершить игровую карьеру. В последние годы карьеры Натали удачно играла в парном разряде вместе с итальянкой Марой Сантанджело: в 2007 году девушки выиграли вместе титул в Риме, а в 2009 году дошли до финалов четырёх турниров и побывали в полуфинале Australian Open. После завершения карьеры Деши, Сантанджело также долго не продержалась в туре, вскоре завершив карьеру из-за постоянных травм.

### Карьера в сборной и на национальных турнирах
Натали дебютировала в национальной команде в Кубке Федерации в 2000-м году, в матче группового турнира Мировой группы турнира против сборной Австралии. Натали использовала свой шанс, переиграв в трёх сетах Николь Пратт. В дальнейшем тренерский совет ежегодно приглашал Деши на матчи этого турнира, в общей сложности дав ей сыграть в 32 играх в рамках 18 матчевых встречах. В этих играх уроженка Гваделупы одержала 17 побед (13 — в одиночном разряде). В 2003-05 годах француженки, при поддержки Натали, трижды играли в финале турнира и завоевали один титул.
В 2009 году Деши завершила карьеру в сборной. В своём последнем матче Натали и Амели Моресмо выиграли решающую парную игру матчевой встречи против словачек за право остаться на следующий год в высшей группе турнира.
Дважды Деши завоёвывала право представлять Францию в теннисных турнирах Олимпиады: в 2000-м году она участвовала лишь в одиночном турнире, пройдя два круга и уступив Монике Селеш; четыре года спустя Натали принимала участие и в одиночном и в парном турнире — в обоих соревнованиях её путь заканчивался после матчей с Паолой Суарес: в одиночке это произошло уже на старте, а в паре пути француженки и аргентинки пересеклись в третьем круге: Натали и Сандрин Тестю для этого пришлось переиграть турнира первую сеянную пару того турнира — россиянок Светлану Кузнецову и Елену Лиховцеву.

## Рейтинг на конец года
| Год  | Одиночный рейтинг | Парный рейтинг |
| 2008 | 72                | 44             |
| 2007 | 69                | 13             |
| 2006 | 51                | 20             |
| 2005 | 12                | 103            |
| 2004 | 21                | 78             |
| 2003 | 29                | 35             |
| 2002 | 20                | 36             |
| 2001 | 44                | 70             |
| 2000 | 27                | 61             |
| 1999 | 25                | 167            |
| 1998 | 48                | 233            |
| 1997 | 90                | 156            |
| 1996 | 84                | 223            |
| 1995 | 294               | 619            |
| 1994 | 586               | 649            |

## Выступления на турнирах

### Финалы турнировWTAв одиночном разряде (5)

#### Победы (1)
| Легенда: До 2009 года          | Легенда: С 2009 года  |
| ------------------------------ | --------------------- |
| Турниры Большого Шлема (0+2+1) |                       |
| Олимпиада (0)                  |                       |
| Итоговый чемпионат года (0)    |                       |
| 1-я категория (0+1)            | Premier Mandatory (0) |
| 2-я категория (0+1)            | Premier 5 (0)         |
| 3-я категория (1)              | Premier (0)           |
| 4-я категория (0)              | International (0+3)   |
| 5-я категория (0)              | International (0+3)   |

| Титулы по покрытиям | Титулы по месту проведения матчей турнира |
| ------------------- | ----------------------------------------- |
| Хард (1+4)          | Зал (0+1)                                 |
| Грунт (0+2)         | Зал (0+1)                                 |
| Трава (0)           | Открытый воздух (1+6)                     |
| Ковёр (0+1)         | Открытый воздух (1+6)                     |

| №  | Дата            | Турнир               | Покрытие | Соперница в финале  | Счёт        |
| 1. | 30 декабря 2002 | Голд-Кост, Австралия | Хард     | Мари-Гаяне Микаэлян | 6-3 3-6 6-3 |

#### Поражения (4)
| №  | Дата            | Турнир             | Покрытие | Соперница в финале | Счёт        |
| 1. | 21 февраля 2000 | Оклахома-сити, США | Хард(i)  | Моника Селеш       | 1-6 6-7(3)  |
| 2. | 10 апреля 2000  | Оэйраш, Португалия | Грунт    | Анке Хубер         | 2-6 6-1 5-7 |
| 3. | 23 августа 2004 | Нью-Хэйвен, США    | Хард     | Елена Бовина       | 2-6 6-2 5-7 |
| 4. | 11 августа 2008 | Цинциннати, США    | Хард     | Надежда Петрова    | 2-6 1-6     |

### Финалы турнировITFв одиночном разряде (3)

#### Победы (1)
| Легенда:         |
| ---------------- |
| 100.000 USD (0)  |
| 75.000 USD (0)   |
| 50.000 USD (1)   |
| 25.000 USD (0)   |
| 10.000 USD (0+1) |

| Титулы по покрытиям | Титулы по месту проведения матчей турнира |
| ------------------- | ----------------------------------------- |
| Хард (0+1)          | Зал (1+1)                                 |
| Грунт (0)           | Зал (1+1)                                 |
| Трава (0)           | Открытый воздух (0)                       |
| Ковёр (1)           | Открытый воздух (0)                       |

| №  | Дата           | Турнир                | Покрытие | Соперница в финале | Счёт    |
| 1. | 8 декабря 1997 | Бад-Гёггинг, Германия | Ковёр(i) | Элс Калленс        | 6-4 6-1 |

#### Поражения (2)
| №  | Дата           | Турнир                      | Покрытие | Соперница в финале   | Счёт           |
| 1. | 9 мая 1994     | Мольет-дель-Вальес, Испания | Грунт    | Мариам Рамон Климент | 0-6 0-6        |
| 2. | 30 ноября 1998 | Сержи-Понтуаз, Франция      | Хард(i)  | Сара Питковски       | 5-7 6-3 6-7(4) |

### Финалы турниров Большого шлема в парном разряде (2)

#### Победы (2)
| №  | Год  | Турнир      | Покрытие | Партнёрша      | Соперницы в финале               | Счёт       |
| 1. | 2006 | US Open     | Хард     | Вера Звонарёва | Динара Сафина Катарина Среботник | 7-6(5) 7-5 |
| 2. | 2007 | US Open (2) | Хард     | Динара Сафина  | Чжань Юнжань Чжуан Цзяжун        | 6-4 6-2    |

### Финалы турнировWTAв парном разряде (14)

#### Победы (7)
| №  | Дата            | Турнир                 | Покрытие | Партнёрша        | Соперницы в финале                           | Счёт               |
| 1. | 4 февраля 2002  | Париж, Франция         | Ковёр(i) | Мейлен Ту        | Елена Дементьева Жанетт Гусарова             | Без игры           |
| 2. | 29 августа 2006 | US Open                | Хард     | Вера Звонарёва   | Динара Сафина Катарина Среботник             | 7-6(5) 7-5         |
| 3. | 14 мая 2007     | Рим, Италия            | Грунт    | Мара Сантанджело | Роберта Винчи Татьяна Гарбин                 | 6-4 6-1            |
| 4. | 27 августа 2007 | US Open (2)            | Хард     | Динара Сафина    | Чжань Юнжань Чжуан Цзяжун                    | 6-4 6-2            |
| 5. | 10 января 2009  | Окленд, Новая Зеландия | Хард     | Мара Сантанджело | Нурия Льягостера Вивес Аранча Парра Сантонха | 4-6 7-6(3) [12-10] |
| 6. | 8 марта 2009    | Монтеррей, Мексика     | Хард     | Мара Сантанджело | Ивета Бенешова Барбора Заглавова-Стрыцова    | 6-3 6-4            |
| 7. | 18 мая 2009     | Страсбург, Франция     | Грунт    | Мара Сантанджело | Клер Фёэрстен Стефани Форец                  | 6-0 6-1            |

#### Поражения (7)
| №  | Дата            | Турнир                   | Покрытие | Партнёрша       | Соперницы в финале                     | Счёт           |
| 1. | 15 октября 2001 | Братислава, Словакия     | Хард(i)  | Мейлен Ту       | Дая Беданова Елена Бовина              | 3-6 4-6        |
| 2. | 11 февраля 2002 | Антверпен, Бельгия       | Ковёр(i) | Мейлен Ту       | Магдалена Малеева Патти Шнидер         | 3-6 7-6(3) 3-6 |
| 3. | 14 октября 2002 | Братислава, Словакия (2) | Хард(i)  | Мейлен Ту       | Мая Матевжич Генриета Надьова          | 4-6 0-6        |
| 4. | 30 декабря 2002 | Голд-Кост, Австралия     | Хард     | Эмили Луа       | Светлана Кузнецова Мартина Навратилова | 4-6 4-6        |
| 5. | 10 февраля 2003 | Антверпен, Бельгия (2)   | Ковёр(i) | Эмили Луа       | Ким Клейстерс Ай Сугияма               | 2-6 0-6        |
| 6. | 25 октября 2004 | Линц, Австрия            | Хард(i)  | Патти Шнидер    | Жанетта Гусарова Елена Лиховцева       | 2-6 5-7        |
| 7. | 12 января 2009  | Сидней, Австралия        | Хард     | Кейси Деллакква | Се Шувэй Пэн Шуай                      | 0-6 1-6        |

### Финалы турнировITFв парном разряде (2)

#### Победы (1)
| №  | Дата          | Турнир         | Покрытие | Партнёрша     | Соперницы в финале                 | Счёт    |
| 1. | 20 марта 1995 | Мулен, Франция | Хард(i)  | Катрин Танвье | Джессика Фернандес Арти Венкатесан | 6-1 6-3 |

#### Поражения (1)
| №  | Дата          | Турнир           | Покрытие | Партнёрша   | Соперницы в финале      | Счёт    |
| 1. | 29 марта 1998 | Те-Вудлендс, США | Хард     | Леа Гирарди | Элс Калленс Лизель Хорн | 4-6 2-6 |

### Финалы турниров Большого шлема в смешанном парном разряде (2)

#### Победы (1)
| №  | Год  | Турнир        | Покрытие | Партнёр  | Соперники в финале               | Счёт    |
| 1. | 2007 | Roland Garros | Грунт    | Энди Рам | Катарина Среботник Ненад Зимонич | 7-5 6-3 |

#### Поражения (1)
| №  | Дата | Турнир          | Покрытие | Партнёр  | Соперники в финале       | Счёт    |
| 1. | 2009 | Australian Open | Хард     | Энди Рам | Саня Мирза Махеш Бхупати | 3-6 1-6 |

### Финалы командных турниров (3)

#### Победы (1)
| №  | Год  | Турнир          | Команда                     | Соперник в финале                                    | Счёт в финале |
| -- | ---- | --------------- | --------------------------- | ---------------------------------------------------- | ------------- |
| 1. | 2003 | Кубок Федерации | Франция Не играла в финале. | США Л.Реймонд, М.Шонесси, А.Стивенсон, М.Навратилова | 3-2           |

#### Поражения (2)
| №  | Год  | Турнир          | Команда                                  | Соперник в финале                        | Счёт в финале |
| -- | ---- | --------------- | ---------------------------------------- | ---------------------------------------- | ------------- |
| 1. | 2004 | Кубок Федерации | Франция Н.Деши,Т.Головин,М.Бартоли,Э.Луа | Россия С.Кузнецова,А.Мыскина,В.Звонарёва | 2-3           |
| 2. | 2005 | Кубок Федерации | Франция Не играла в финале.              | Россия Е.Дементьева,А.Мыскина,Д.Сафина   | 2-3           |

## История выступлений на турнирах
| Турнир                 | 1995  | 1996  | 1997          | 1998          | 1999          | 2000  | 2001          | 2002          | 2003          | 2004  | 2005          | 2006          | 2007          | 2008  | 2009  | Итог   | В/П за карьеру |
| ---------------------- | ----- | ----- | ------------- | ------------- | ------------- | ----- | ------------- | ------------- | ------------- | ----- | ------------- | ------------- | ------------- | ----- | ----- | ------ | -------------- |
| Турниры Большого Шлема |       |       |               |               |               |       |               |               |               |       |               |               |               |       |       |        |                |
| Australian Open        | -     | К     | 1Р            | 1Р            | 1Р            | 1Р    | 1Р            | 3Р            | 3Р            | 4Р    | 1/2           | 1Р            | 1Р            | 1Р    | 2Р    | 0 / 14 | 15-14          |
| Roland Garros          | 1Р    | 2Р    | 1Р            | 3Р            | 3Р            | 1Р    | 3Р            | 3Р            | 3Р            | 1Р    | 3Р            | 3Р            | 2Р            | 2Р    | 1Р    | 0 / 15 | 17-15          |
| Уимблдон               | -     | 1Р    | 2Р            | 1Р            | 4Р            | 3Р    | 2Р            | 3Р            | 3Р            | 3Р    | 4Р            | 1Р            | 1Р            | 2Р    | 1Р    | 0 / 14 | 17-14          |
| US Open                | -     | 2Р    | 2Р            | 4Р            | 1Р            | 2Р    | 2Р            | 3Р            | 2Р            | 3Р    | 4Р            | 1Р            | 1Р            | 1Р    | -     | 0 / 13 | 18-12          |
| Итог                   | 0 / 1 | 0 / 4 | 0 / 4         | 0 / 4         | 0 / 4         | 0 / 4 | 0 / 4         | 0 / 4         | 0 / 4         | 0 / 4 | 0 / 4         | 0 / 4         | 0 / 4         | 0 / 4 | 0 / 3 | 0 / 56 |                |
| В/П в сезоне           | 0-1   | 4-4   | 5-4           | 5-4           | 5-4           | 3-4   | 4-4           | 8-4           | 7-4           | 7-3   | 13-4          | 2-4           | 1-4           | 2-4   | 1-3   |        | 67-45          |
| Олимпийские игры       |       |       |               |               |               |       |               |               |               |       |               |               |               |       |       |        |                |
| Летняя олимпиада       | НП    | -     | Не проводился | Не проводился | Не проводился | 3Р    | Не проводился | Не проводился | Не проводился | 1Р    | Не проводился | Не проводился | Не проводился | -     | НП    | 0 / 2  | 2-2            |

К — проигрыш в квалификационном турнире.
| Турниры Большого Шлема |       |       |               |               |               |       |               |               |               |       |               |               |               |       |       |        |       |
| Australian Open        | -     | -     | -             | 1Р            | -             | 2Р    | 1Р            | 2Р            | 3Р            | -     | 1Р            | 2Р            | 3Р            | 1Р    | 1/2   | 0 / 10 | 11-10 |
| Roland Garros          | 1Р    | 1Р    | 1Р            | 1Р            | 1Р            | 1/4   | 2Р            | 2Р            | 1/4           | -     | -             | 1/4           | 1Р            | 2Р    | 1Р    | 0 / 13 | 12-13 |
| Уимблдон               | -     | -     | -             | -             | -             | 1/4   | 2Р            | 2Р            | 3Р            | 2Р    | 1Р            | 1Р            | 1Р            | 1/2   | 1Р    | 0 / 10 | 12-10 |
| US Open                | -     | -     | 2Р            | -             | -             | -     | 2Р            | 2Р            | -             | -     | -             | П             | П             | 1Р    | -     | 2 / 6  | 15-4  |
| Итог                   | 0 / 1 | 0 / 1 | 0 / 2         | 0 / 2         | 0 / 1         | 0 / 3 | 0 / 4         | 0 / 4         | 0 / 3         | 0 / 1 | 0 / 2         | 1 / 4         | 1 / 4         | 0 / 4 | 0 / 3 | 2 / 38 |       |
| В/П в сезоне           | 0-1   | 0-1   | 1-2           | 0-2           | 0-1           | 7-3   | 3-4           | 4-4           | 7-3           | 1-1   | 0-2           | 10-3          | 8-3           | 8-4   | 4-3   |        | 50-37 |
| Олимпийские игры       |       |       |               |               |               |       |               |               |               |       |               |               |               |       |       |        |       |
| Летняя олимпиада       | НП    | -     | Не проводился | Не проводился | Не проводился | -     | Не проводился | Не проводился | Не проводился | 1/4   | Не проводился | Не проводился | Не проводился | -     | НП    | 0 / 1  | 2-1   |

| Турнир                 | 2000  | 2001  | 2002  | 2006  | 2007  | 2008  | 2009  | Итог   | В/П за карьеру |
| ---------------------- | ----- | ----- | ----- | ----- | ----- | ----- | ----- | ------ | -------------- |
| Турниры Большого Шлема |       |       |       |       |       |       |       |        |                |
| Australian Open        | -     | -     | -     | 1/2   | -     | 1/2   | Ф     | 0 / 3  | 10-3           |
| Roland Garros          | 1Р    | -     | 2Р    | -     | П     | 1Р    | 1/4   | 1 / 5  | 8-4            |
| Уимблдон               | -     | 2Р    | -     | -     | 3Р    | 1/4   | -     | 0 / 3  | 4-3            |
| US Open                | -     | -     | -     | 1/4   | 1/4   | 1Р    | -     | 0 / 3  | 4-3            |
| Итог                   | 0 / 1 | 0 / 1 | 0 / 1 | 0 / 2 | 1 / 3 | 0 / 4 | 0 / 2 | 1 / 14 |                |
| В/П в сезоне           | 0-1   | 1-1   | 1-1   | 5-2   | 8-2   | 5-4   | 6-2   |        | 26-13          |

## Призовые за время выступлений вWTAтуре
| Год        | Титулы на ТБШ | Титулы WTA | Призовые ($) | Место в рейтинге призовых |
| ---------- | ------------- | ---------- | ------------ | ------------------------- |
| 1998       | 0             | 0          | 141,959      | 53                        |
| 1999       | 0             | 0          | 196,557      | 44                        |
| 2000       | 0             | 0          | 234,074      | 38                        |
| 2001       | 0             | 0          | 203,102      | 50                        |
| 2002       | 0             | 1          | 352,830      | 34                        |
| 2003       | 0             | 1          | 324,340      | 35                        |
| 2004       | 0             | 0          | 457,208      | 28                        |
| 2005       | 0             | 0          | 640,306      | 19                        |
| 2006       | 1             | 1          | 534,262      | 27                        |
| 2007       | 2             | 2          | 501,480      | 31                        |
| 2008       | 0             | 0          | 304,244      | 52                        |
| 2009       | 0             | 3          | 226,969      | 81                        |
| За карьеру | 3             | 8          | 4,281,064    | 66                        |